# Калита (Казерта)
Калита је насеље у Италији у округу Казерта, региону Кампанија.
Према процени из 2011. у насељу је живело 306 становника. Насеље се налази на надморској висини од 28 м.